# Odonthalia dentata
Odonthalia dentata ist eine mehrjährige Art der Rotalgen, die zur Familie der Rhodomelaceae gehört.

## Beschreibung
Der rotfarbene, flache Thallus erreicht eine Länge von bis zu 30 cm und ist deutlich gezähnt. Eine Mittelrippe ist vorhanden, aber unauffällig. Die Verzweigungen entlang der Hauptachse sind wechselständig angeordnet. Der Thallus entspringt einem scheibenförmigen Haftorgan mit einem Durchmesser von 5–13 mm. Vor allem die älteren Verzweigungen haben eine zähe und knorpelige Konsistenz. Mit fortschreitendem Alter verdunkelt sich der Thallus. Durch sein Erscheinungsbild ist die Alge kaum mit einer anderen Art zu verwechseln. Wie die meisten Vertreter der Rhodomelaceae sind die Algen ausdauernd (mehrjährig) und diözisch. Der Generationswechsel ist isomorph, d. h. Sporophyt und Gametophyt sind gleichartig gestaltet.

## Verbreitung
Die Art ist in den nördlichen kalt-gemäßigten Bereichen des Atlantiks und des Pazifiks verbreitet. So ist sie im Atlantik an den Küsten von Island, Skandinavien, Spitzbergen und bei Irland und Großbritannien v. a. in den nördlicheren Bereichen zu finden, während sie nach Süden hin seltener wird. Im Kattegat kommt die Art noch vor, dringt jedoch nicht in die Ostsee vor. In Nordamerika ist die Art im Wesentlichen auf die Küstengebiete von Kanada und Alaska beschränkt.

## Etymologie
Sowohl der Gattungsname Odonthalia (griech. odous = Zahn) als auch das Artepithet dentata (lat. dentatus = bezahnt) beziehen sich auf den gezähnten Thallus.